# Doric Club

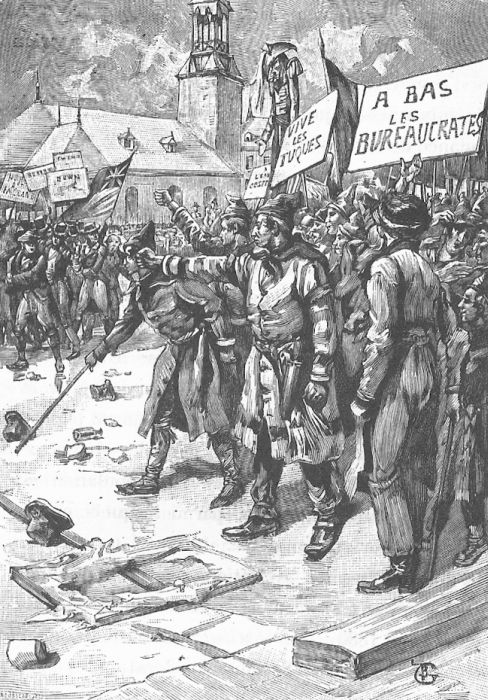
Affrontement de loyalistes et de Fils de la Liberté en 1837.

Le Doric Club était un groupe paramilitaire créé par Adam Thom, un avocat et journaliste, en mars 1836, pour défendre les intérêts de la minorité britannique du Bas-Canada contre la majorité canadienne-française. Leur but avoué était de s'opposer par la force aux Canadiens français si le gouvernement leur accordait un conseil législatif électif comme ils étaient en droit de s'attendre en tant que majorité. 
Le Doric Club fut utilisé comme faction armée du Parti constitutionnel et plusieurs de ses membres, prirent part aux Rébellions du Bas-Canada de 1837 et 1838 du côté britannique. 

## Histoire
Les membres du Doric Club étaient en grande partie de jeunes radicaux anglophones ayant été forcés de quitter le British Rifle Corps après sa dissolution par Lord Gosford en janvier 1836. Gosford affirma que les sujets britanniques, adéquatement protégés par l'armée, n'étaient pas en danger, et que de tels groupes étaient inutiles. Estimant leur nombre à 2000, il jugea qu'ils étaient des fauteurs de trouble.
Le 16 mars 1836, le Club publia son manifeste, appelant tous les loyaux hommes britanniques à s'unir contre ce qu'ils avaient déjà appelé la « domination française » (French domination) au Bas-Canada. « Si nous sommes désertés par le gouvernement britannique et le peuple britannique, plutôt que de se soumettre à la dégradation d'être sujet d'une république canadienne-française, nous sommes déterminés par nos propres armes de droit à aboutir à notre délivrance. », dit le document.
Malgré l'opposition de Lord Gosford, le Doric Club fut toléré par le Général John Colborne, comme le furent d'autres groupes loyaux armés. Le 6 novembre 1837, après une assemblée de la Société des fils de la liberté, un groupe de jeunes pro-Patriotes, une violente échauffourée éclata entre ces derniers et le Club. Finalement, pendant les Rébellions du Bas-Canada, Colborne recruta plusieurs de ses membres en tant que volontaires pour réprimer les rebelles.
C'est dans son Histoire de l'insurrection au Canada (1839) que Louis-Joseph Papineau a écrit que la création du Doric Club doit être attribuée à Adam Thom. Mais un éditorial de juillet 1839 du propriétaire du Montreal Herald, Robert Weir, récuse une telle attribution: si les éditoriaux de Thom ont incontestablement inspiré les radicaux tories de Montréal, l'éditorialiste en chef de la feuille orangiste n'a rien à voir, selon lui, avec la formation de cette organisation crypto-policière.